# 2005年世界博覽會

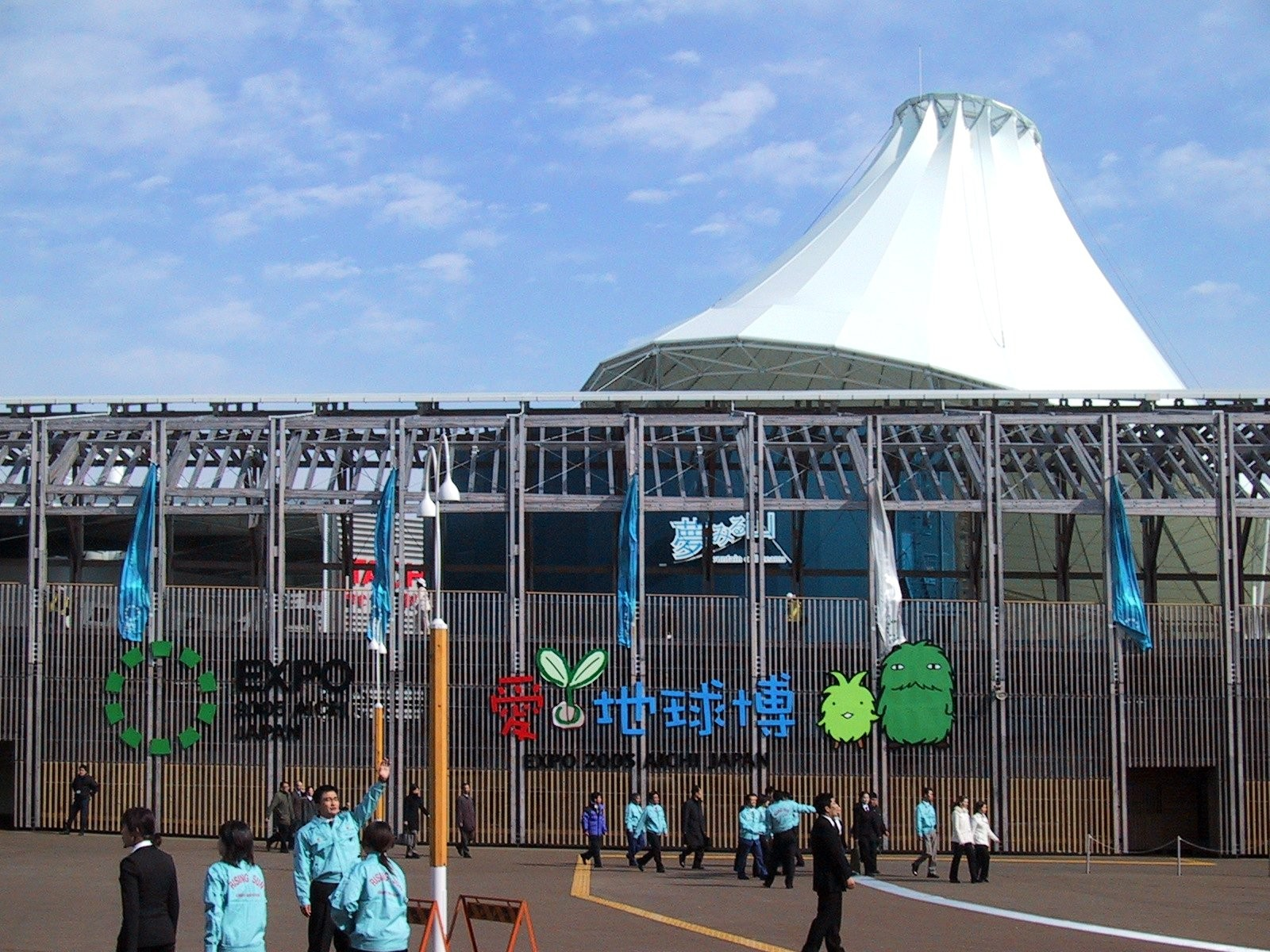
2005年日本國際博覽會入口

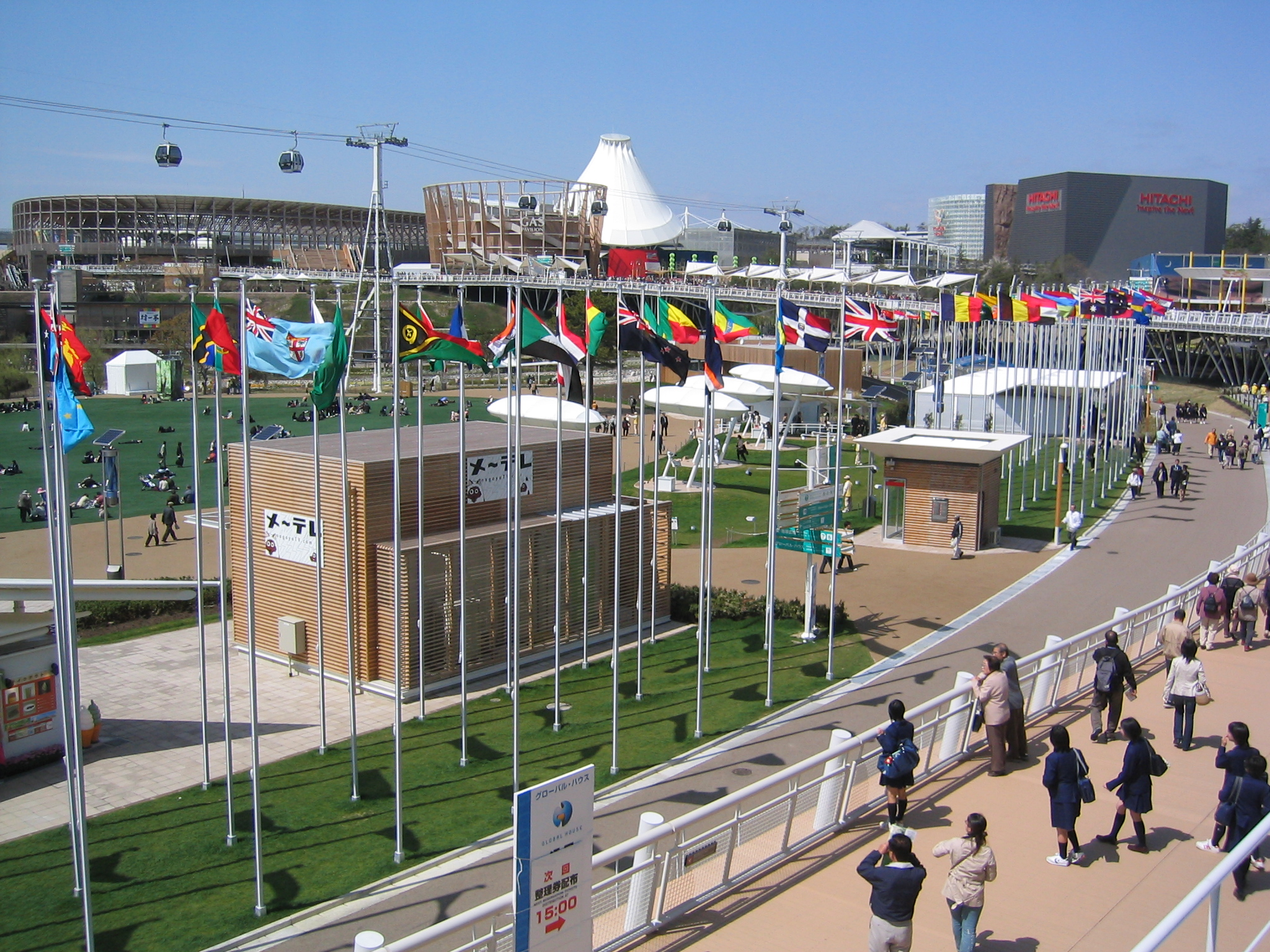
2005年日本國際博覽會園區內飄揚著參加國國旗

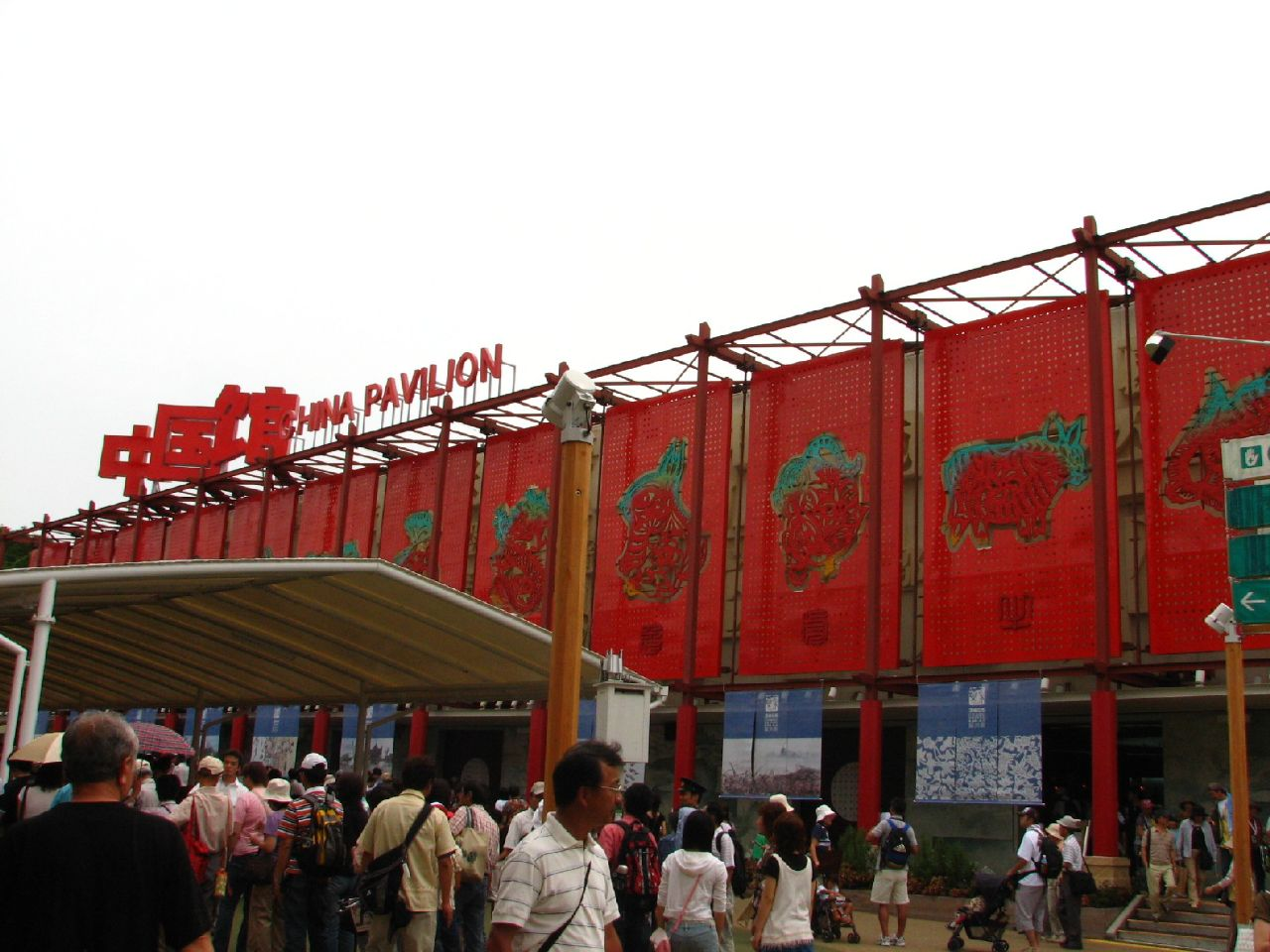
中国馆

2005年日本世界博览会（The 2005 World Exposition, Aichi, Japan，简称EXPO 2005）是2005年3月25日至2005年9月25日在日本愛知縣瀨戶市、丰田市和長久手市舉辦的世界博覽會。

## 概要
- 舉辦日期：2005年3月25日－9月25日（共6个月，185日）
- 主办：财团法人2005年日本世界博览会协会
- 面积：约173公顷（長久手会场：约158公顷、瀨戶会场：约15公顷）
- 主題：自然的睿智

### 名稱
- 日本稱，簡稱，暱稱
- 臺灣稱「2005年日本國際博覽會」，簡稱「愛知萬博」、「愛知世界博覽會」
- 中國大陸稱「2005年日本世界博览会」，简称「爱知世博会」
- 計畫初期暫稱。

## 吉祥物
- 森林小子kiccoro

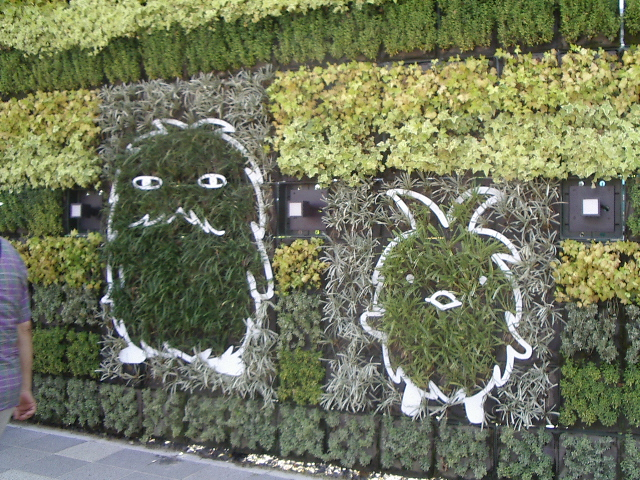
花牆上的Morizo和Kiccoro

森林小子剛出生，喜歡到處亂跑。他精力旺盛，總想觀看這、嘗試那。他特別希望在愛知世博會上結交許多新朋友。
- 森林爺爺Morizo

森林爺爺已在森林里住了很久，他和藹可親，又不失威嚴。他知識淵博，仍充滿好奇心。聽說了愛知世博會的消息，積極的想助其一臂之力。

## 主题与主题曲

### 《自然的睿智》（《》，Nature's Wisdom）
在提出探讨人与自然如何共存的题目后，以环境作为博览会目标。
X Japan的YOSHIKI就任主题曲的制作人。同时，爱知县本地的歌手聚集起来，为爱知世博会演唱印象曲－香颂《Bravo！Monsieur Le Monde》（地球赞歌）。
为1970年大阪世界博览会演唱的之子三波丰和，在35年后重新制作了。
2005年3月9日，日本华纳音乐发售了公式集《Love the Earth EXPO 2005 AICHI JAPAN》。

## 简历

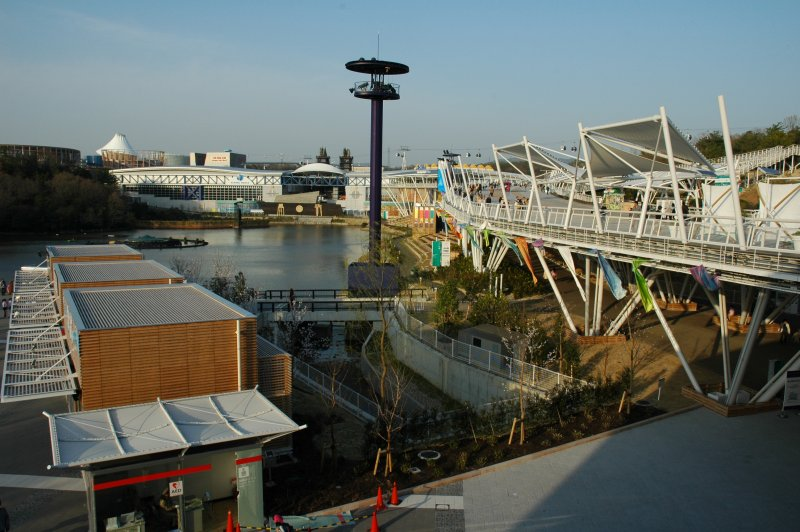
2005愛知萬博一角

- 2005年3月18日内部展览会在到3月20日为止的3天举行。
- 2005年3月24日在长久手会场的EXPO圆顶召开开幕式。
- 2005年3月25日在上午9点15分揭幕。
- 2005年3月27日法国的总统希拉克参观。
- 2005年4月4日在EXPO圆顶召开世博会大相扑。
- 2005年4月5日德国的总统克勒参观。
- 2005年4月6日瑞典的维多利亚公主参观。
- 2005年4月7日人类最古老的头骨复原模型开始展览；利比亚的领导人卡扎菲参观。
- 2005年4月9日Global House的猛犸实验室因为漏电产生小火灾，烧毁了馆内屋顶中央的小部分。
- 2005年4月10日开幕后入场人数超过100万。
- 2005年4月23日累计入场人数超过200万人。（上午11点公布）
- 2005年5月3日累计入场人数超过300万人。（下午16点公布）
- 2005年5月14日累计入场人数超过400万人。（上午11点公布）
- 2005年5月19日中国副总理吴仪访问日本，參觀这个博览会。
- 2005年5月23日累计入场人数超过500万人。（上午11点公布）
- 2005年5月31日累计入场人数超过600万人。（下午16点公布）
- 2005年9月25日下午1点50分正式閉幕。閉幕禮由皇太子德仁親王與小泉純一郎首相主禮。累计入场人数超过2200万人。

## 外部連結
- 2005年日本國際博覽會（页面存档备份，存于）（日語）
- BIE官网（页面存档备份，存于） （英文）

| 前任： 2000年汉诺威世博会 | 世界博览会 2005年       | 繼任： 2008年萨拉戈萨世博会 |
| 前任： 2000年汉诺威世博会 | 综合性世界博览会 2005年 | 繼任： 2010年上海世博会     |